# Le Clan Pasquier (mini-série)
Pour les articles homonymes, voir Le Clan Pasquier.
Le Clan Pasquier est une mini-série française en quatre épisodes de 90 minutes, adaptée par Joëlle Goron et Jean-Daniel Verhaeghe de la Chronique des Pasquier, un cycle romanesque de Georges Duhamel publié entre 1933 et 1945, et diffusée du 22 mai au 2 juin 2007 sur France 2.

## Distribution
- Bernard Le Coq : Raymond Pasquier dit « Ram »
- Valérie Kaprisky : Lucie Delahaie-Pasquier
- Mathieu Simonet : Laurent Pasquier
- Raphaël Personnaz : Joseph Pasquier
- Élodie Navarre : Cécile Pasquier
- Alexandre Zloto : Ferdinand Pasquier
- David Assaraf : Justin Weill
- Adélaïde Bon : Claire
- Laurence Cordier : Hélène Strohl-Pasquier
- Damien Jouillerot : Désiré Wasselin
- André Falcon : M. Courtois
- Anna Gaylor : Mme Courtois
- Valentine Teisseire : Laure Desgroux
- Nicolas Vaude : Valdo
- Pascal Elso : M. Wasselin
- Arthur Derancourt : Laurent, enfant
- César Domboy : Ferdinand, enfant
- Marie Bourlet : Cécile, enfant
- Corentin Martel : Justin, enfant
- Roger Dumas : le notaire
- Pierre Vernier : Renaud Censier
- Nicolas Marié : Richard Fauvet
- Christiane Millet : Catherine
- Alexandra London : Clémence
- Florence Pernel : Solange Meesemacker
- Frédéric van den Driessche : Schleiter
- Pierre Mondy : le ministre de l'économie
- Edwin Krüger : Directeur du duel
- Sébastien Cotterot
- Grégory Montel : Brenugat

## Fiche technique
- Réalisation : Jean-Daniel Verhaeghe
- Scénario : Joëlle Goron et Jean-Daniel Verhaeghe adapté de la Chronique des Pasquier de Georges Duhamel
- Photographie : Marc Falchier
- Montage : Carole Equer-Hamy
- Direction artistique : Chantal Giuliani
- Décors : Chantal Giuliani
- Costumes : Bernadette Villard
- Musique originale : Carolin Petit
- Producteurs : Jean Nainchrik et Patrice Onfray

## Épisodes
1. Un si bel héritage – durée 96 min, diffusé le 22 mai 2007
2. Les Années d'espérance – durée 85 min, diffusé le 23 mai 2007
3. Fortunes et Infortunes – durée 85 min, diffusé le 29 mai 2007
4. La Génération perdue – durée 93 min, diffusé le 5 juin 2007